# Oro y plata
Oro y Plata es un álbum recopilatorio del cantor de tango Argentino Ledesma del año 1995.
Fue editado por el sello EMI y significó un material que permitió reunir algunas notables interpretaciones del cantor santiagueño en ese sello.
El álbum está compuesto por 16 grabaciones del cantor registradas entre 1959 y 1971.
En la actualidad, este material se encuentra fuera de catálogo.

## Detalles del álbum
Las versiones de "Uno" y "Por qué la quise tanto" fueron grabadas con la orquesta dirigida por Jorge Dragone en Chile en 1962. Son los únicos temas de todo el material que no fueron grabados en Argentina.
"Amarraditos", "Nada" y "Qué falta que me hacés" se grabaron también con Dragone en 1964.
"Sombras nada más" y el tango "Y te seguiré queriendo" se grabaron con el acompañamiento de Carlos García en 1965.
"Oro y Plata", "Fuimos" y "No hay tierra como la mía" fueron incluidas en el álbum Tango mío, también con García como director orquestal en 1968.
"Cuando tú no estás" pertenece a Argentino Ledesma Interpreta a Carlos Gardel, álbum editado en 1974 que Ledesma grabara con Francisco Canaro. La versión fue realizada en 1969, aunque la orquesta de Canaro había grabado la base en 1964.
"Buenas noches mi amor" es la grabación más antigua de todo el contenido. Fue registrada con Dragone en 1959.
"Tres esperanzas" y "Desagradecida" fueron efectuadas con acompañamiento de guitarras, en 1961.
"Canción del linyera" estuvo incluida originalmente en el último simple grabado por Ledesma para EMI, junto a Luis Stazo (quien dos años después formaría el Sexteto Mayor) en 1971. El tema había sido popularizado por el cantor mendocino Antonio Tormo.
"No nos veremos más", el tema que cierra la selección, es el único que tiene acompañamiento del bandoneonista Mario Demarco, exintegrante de la agrupación de Osvaldo Pugliese, dándole un arreglo típico de la orquesta del autor de "La yumba". La versión fue la última de las 16 que grabó con Demarco y se realizó en 1963.

## Listado de temas
1. "Uno"
2. "Por qué la quise tanto"
3. "Amarraditos"
4. "Sombras nada más"
5. "Oro y Plata"
6. "Fuimos"
7. "Cuando tú no estás"
8. "Buenas noches mi amor"
9. "Nada"
10. "Tres esperanzas"
11. "Desagradecida"
12. "Qué falta que me hacés"
13. "No hay tierra como la mía"
14. "Y te seguiré queriendo"
15. "Canción del linyera"
16. "No nos veremos más"

- Datos: Q6053237